# Viernheim
Viernheim – miasto położone w południowo-zachodniej części Niemiec, w kraju związkowym Hesja, w rejencji Darmstadt, w powiecie Bergstraße. Od roku 1860 liczba ludności sukcesywnie rosła (aż do roku 2000), najbardziej dynamicznie w latach 60. XX wieku.

## Współpraca
Miejscowości partnerskie:
- Franconville, Francja
- Haldensleben, Saksonia-Anhalt
- Potters Bar, Wielka Brytania
- Rovigo, Włochy
- Satonévri, Burkina Faso
- Stará Role, dzielnica Karlowych War, Czechy
- Mława, Polska

## Galeria

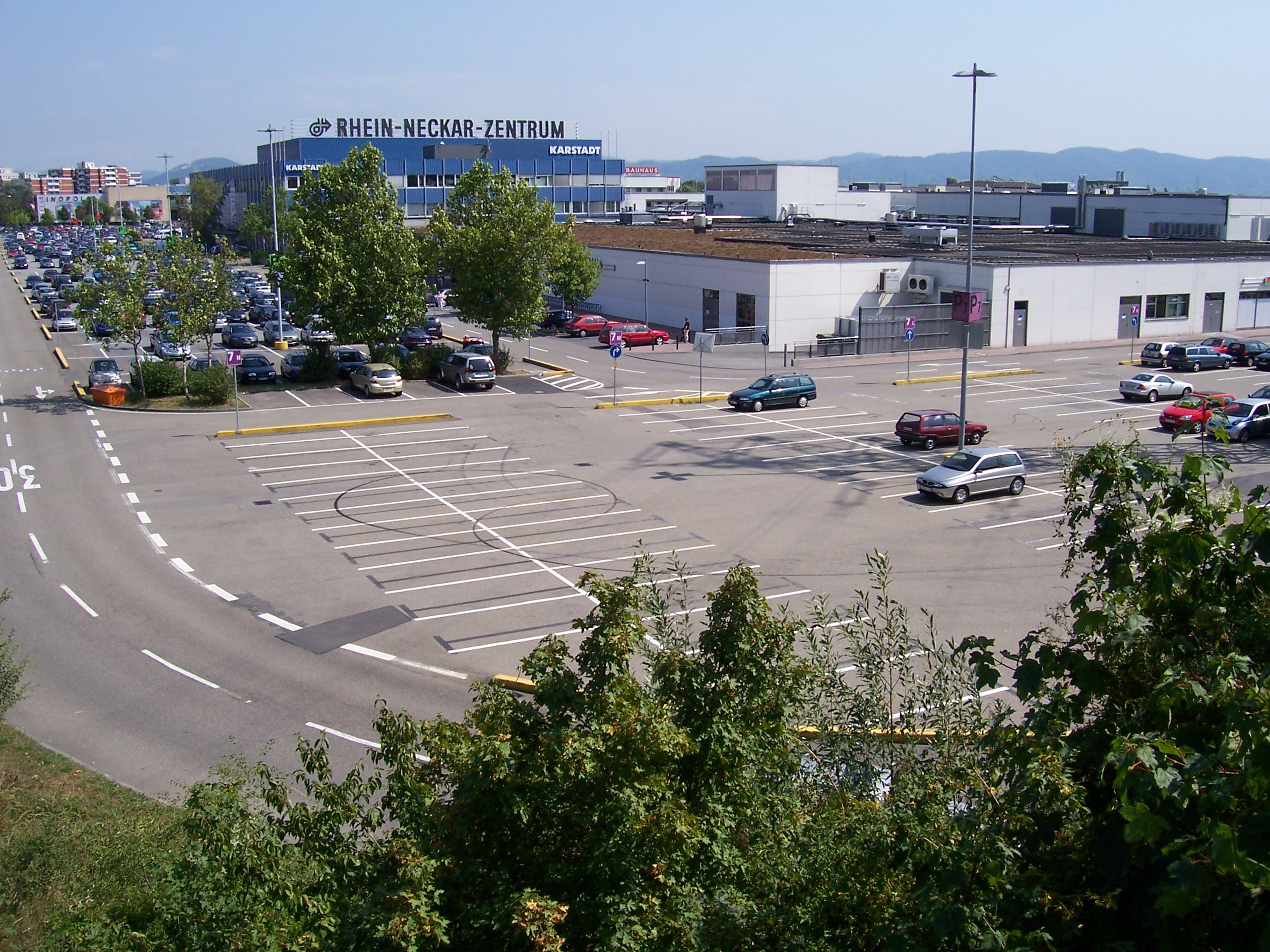
Centrum Rhein-Neckar
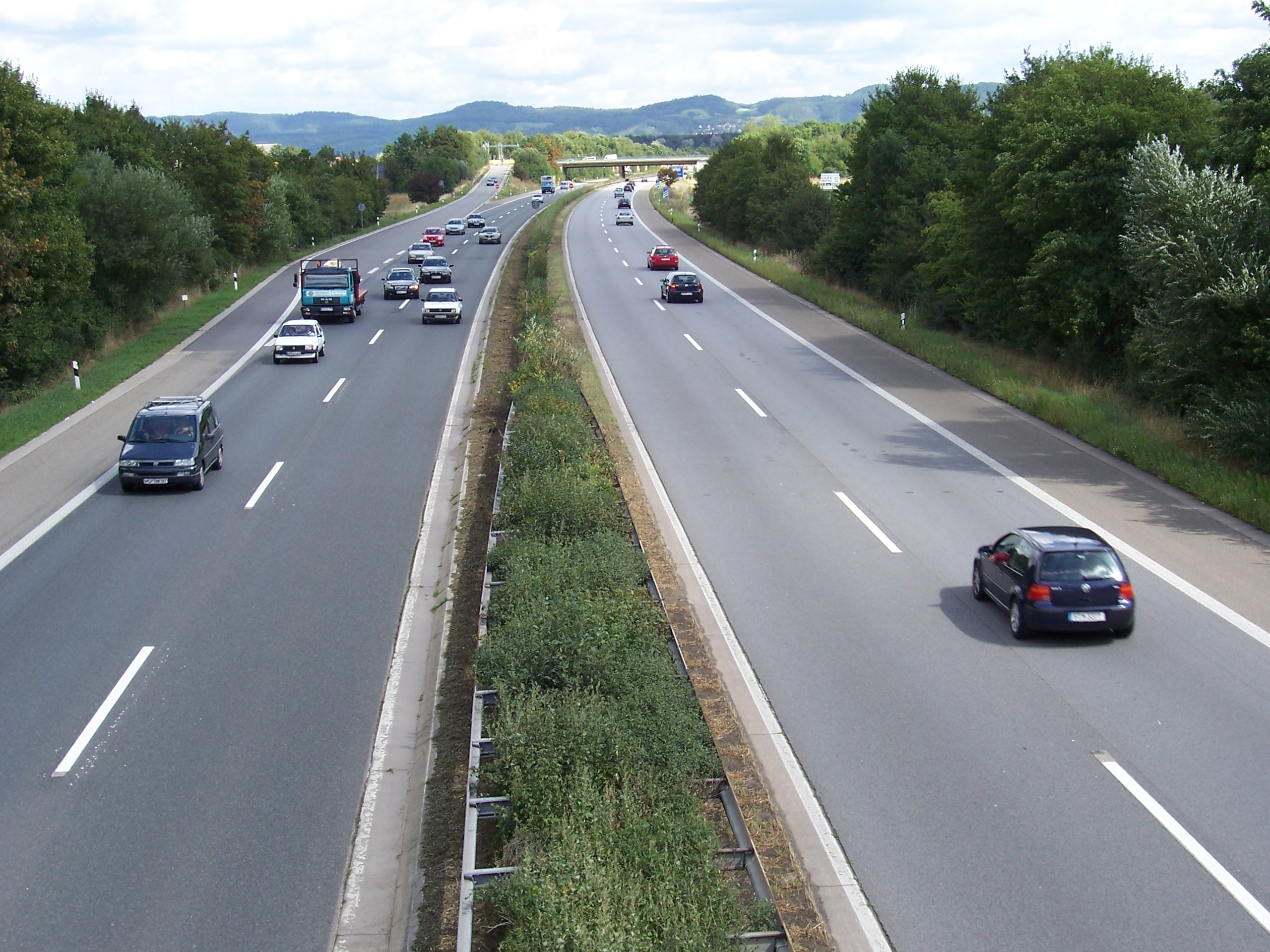
Autostrada A 659